# Kačlehy
Kačlehy település Csehországban, a Jindřichův Hradec-i járásban. Kačlehy Hospříz, Číměř, Člunek és Horní Pěna településekkel határos. Lakosainak száma 119 fő (2024. január 1.).

## Népesség
A település lakosságának változását az alábbi diagram mutatja:
| Lakosok száma | 375  | 355  | 279  | 166  | 73   | 60   | 88   | 97   | 108  | 119  |
|               | 1869 | 1890 | 1921 | 1950 | 1980 | 2001 | 2017 | 2019 | 2022 | 2024 |